# Barend Coenraad Petrus Jansen

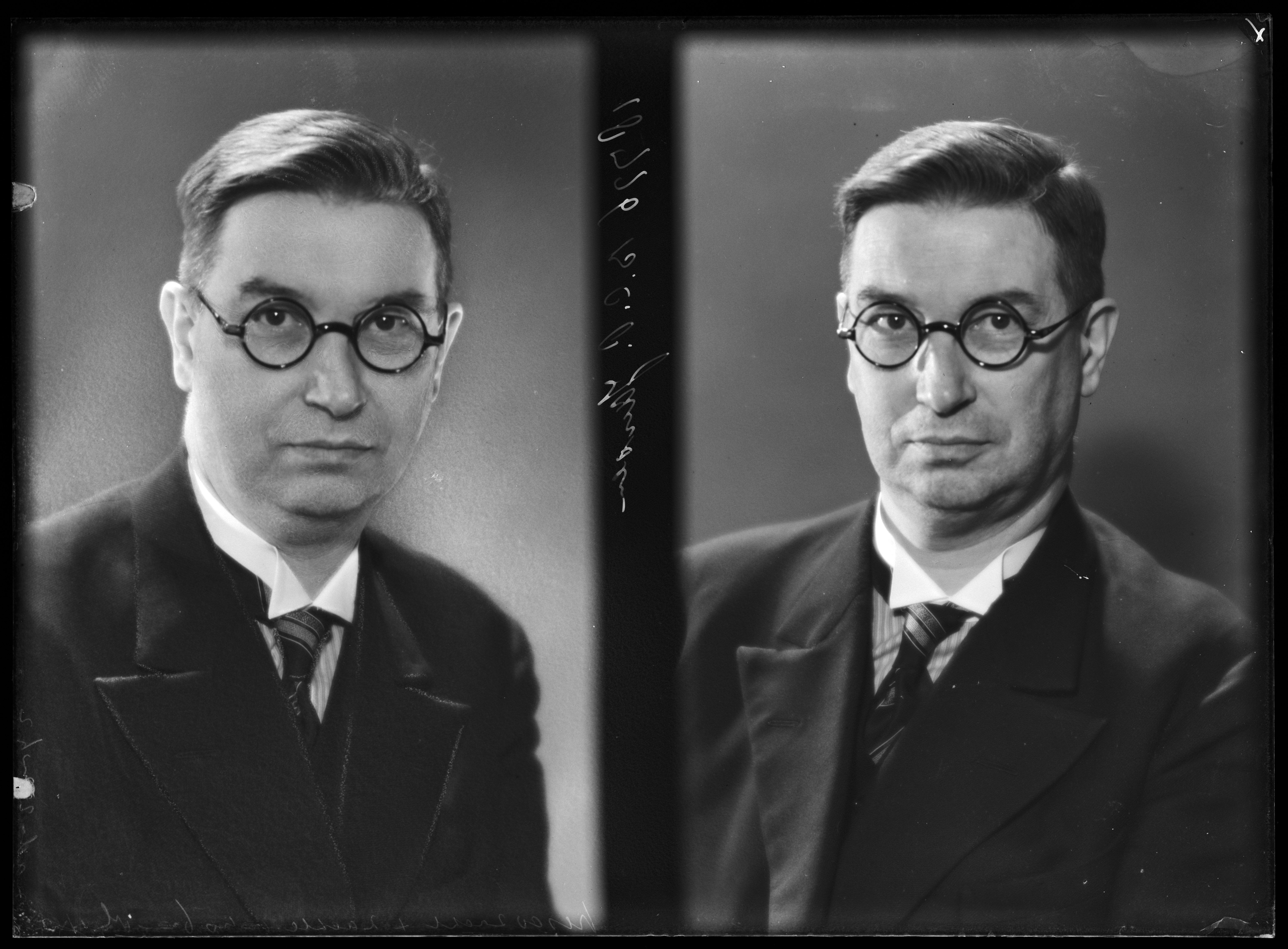
Jansen, Dr. Barend Coenraad Petrus (1884–1962)

Barend Coenraad Petrus Jansen (* 1. April 1884 in Zwolle; † 18. Oktober 1962 in Amsterdam) war ein niederländischer Chemiker.

## Biographie
Jansen begann 1904 an der Universität Amsterdam ein Chemiestudium, das er 1909 abschloss. 1909 wurde er dort wissenschaftlicher Mitarbeiter des physiologischen Instituts unter der Leitung von Professor Gerard Abraham van Rijnberk. Durch seine Arbeit im Institut entwickelte Jansen sein Interesse an der Biochemie, insbesondere der Verdauung. Am 10. Juli 1912 promovierte an der Universität Utrecht bei Pieter van Romburgh mit einer Arbeit zur Kohlensäure (Bijdrage tot de kennis van het cholzuur). Jansen entwickelte schon früh sein Interesse zu den Zusammenhängen zwischen Chemie und Physiologie. 1913 erwarb Jansen in Utrecht den Doktortitel für Chemie, das ihn ermöglichte, als Privatdozent für Biochemie an der Universität Amsterdam tätig zu sein. Außerdem studierte er in Frankfurt bei Gustav Embden. In Amsterdam arbeitete er 1915 an der Harnstoffsynthese und entdeckte die Bildung von Harnstoff aus Aminosäuren in der Leber.
Da in den folgenden Jahren viele Kollegen von Jansen der Karriere wegen nach Niederländisch-Indien zogen, folgte er ihnen 1917. Er ging nach Batavia, der heutigen indonesischen Hauptstadt Jakarta. Dort wurde er Leiter des medizinischen Labors einer Apotheke und kam in Kontakt mit Willem Frederik Donath und Gerrit Grijns. Im Jahr 1919 wurde er dann der Leiter der pharmazeutisch-chemischen Abteilung des Zentrallabors in Weltevreden. Er untersuchte in Indonesien für die tropischen Länder typische Ernährungsprobleme. 1926 isolierte er
zusammen mit Donath die kristalline Form des B1-Vitamins aus Reiskleie und gab ihm die Bezeichnung antineuritisches Vitamin (kurz Aneurin). Ihre Summenformel für das Vitamin war falsch (sie übersahen den Schwefelgehalt). Die korrekte Struktur fanden Robert R. Williams und Rudolf Grewe.
Ein Jahr bevor er 1928 in die Niederlande zurückkehrte, erhielt er 1927 einen Ruf von der neu errichteten medizinischen Hochschule, der späteren Universität in Batavia. Dort erhielt er einen Lehrstuhl für Chemie. 1928 kehrte er zurück in die Niederlande und wurde Professor für physiologische Chemie an der Universität Amsterdam, das er bis 1954 innehatte. In Amsterdam leitete er auch das Niederländische Institut für Volksernährung.
Seit 1946 war er ordentliches Mitglied der Königlich Niederländischen Akademie der Wissenschaften.
1950 wurde er für den Medizin-Nobelpreis nominiert.
Er starb am 18. Oktober 1962 mit 79 Jahren eines natürlichen Todes.